# Behrang Safari
Behrang Safari (ur. 9 lutego 1985 w Teheranie) – szwedzki piłkarz pochodzenia irańskiego występujący na pozycji lewego obrońcy lub lewego skrzydłowego. Od 2015 roku gra w Malmö FF.
Swoją piłkarską karierę rozpoczął w jednym z najbardziej utytułowanych szwedzkich klubów - Malmö FF, w którym występował w latach 2004–2008, łącznie rozgrywając 59 ligowych spotkań i strzelając dwie bramki.
15 czerwca 2008 roku FC Basel wykupiło Safariego za 400 tysięcy euro, który podpisał z nowym klubem czteroletni kontrakt.